# Amichai Shalev

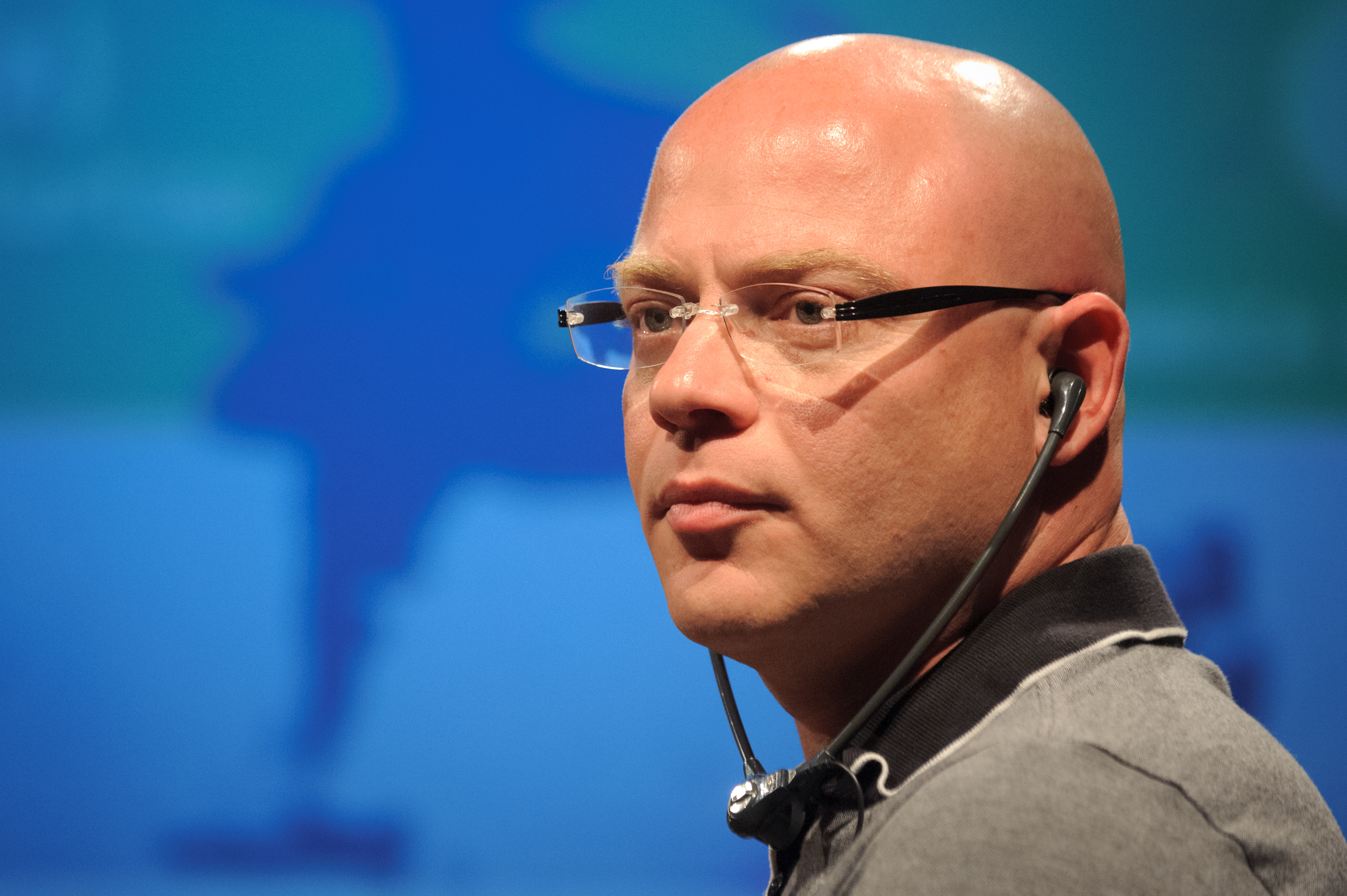
Amichai Shalev (2012)

Amichai Shalev (hebräisch עַמִּיחַי שָׁלֵו ʿAmmīchaj Schalew; geboren am 17. April 1973 in Rischon LeZion) ist ein israelischer Schriftsteller.

## Leben
Amichai Shalev studierte Geschichte und Literatur an der Universität Tel Aviv und szenisches Schreiben an der „Camera Obscura School of Art“ ebenfalls in Tel Aviv. Er arbeitete als Literaturkritiker für die Nachrichtenseite Ynet, für die Zeitungen Haʾaretz und Maʿariv. Er arbeitet er als Lektor beim Verlag Am Oved und unterrichtet Kreatives Schreiben an verschiedenen israelischen Universitäten. 
Shalev hat mehrere Romane veröffentlicht. Der Roman The Mentals wurde 2010 für den Sapir-Preis nominiert. Im Jahr 2012 erhielt Shalev für seine literarische Arbeit den Preis des israelischen Premierministers für Dichter und Schriftsteller. Er lebt in Herzliah.

## Werke (Auswahl)
hebräische Titelangaben in englischer Transkription und Rohübersetzung
- mit Norbert Kron (Hrsg.): Wir vergessen nicht, wir gehen tanzen. Israelische und deutsche Autoren schreiben über das andere Land Frankfurt am Main : S. Fischer, 2015
- Bedidut mazheret. (= Splendid isolation). Tel Aviv : Hotsaʾat ʿAm ʿOved, 2015
- ʿAl ha-ḥatranut. (= On subversion). Ramat-Gan : ʻIlamor 2014
- Yaldah gedolah (= Big Girl). Roman. Tel-Aviv : Yediʿot aḥaronot : Sifre Ḥemed, 2012
- ha-Nafshiyim (= The Mentals). Roman. Tel-Aviv : Yediʿot aḥaronot : Sifre Ḥemed, 2010
- Yeme ha-pop. (= Days of pop). Tel-Aviv : Yediʿot aḥaronot : Sifre ḥemed, 2005